# Перикардиектомија
Перикардиектомија је метода хируршког уклањања дела или већег дела перикарда. Ова операција се најчешће користи за ублажавање симптома констриктивног перикардитиса, или за уклањање перикарда који је калцификован и фиброзан. Такође се може користити за тешке или рекурентне случајеве перикардијалног излива.

## Индикације
Перикардиектомија се користи за лечење констриктивног перикардитиса, који је узрокован различитим стањима. Такође се користи за лечење понављајућих случајева перикардијалног излива.

## Контраиндикације
Перикардиектомија се не сме користити ако су мање процедуре прикладније, као што је перикардијални прозор. Перикардиектомија можда није прикладна за пацијенте који већ имају лошу прогнозу, јер је њена медицинска корист смањена. То је зато што перикардиектомија има већу стопу компликација и већи морталитет.  Конзервативнији третман може користити диуретике, дигоксин, стероиде, НСАИЛ или антибиотике за промену кардиоваскуларне физиологије без лечења основне патологије, што је прикладно за оне који нису погодни за већу операцију. Неки пацијенти могу бити подвргнути конзервативном лечењу неколико месеци пре него што се перикардиектомија сматра заиста неопходном.

## Метода
Током перикардиектомије, инфицирани, фиброзирани или на други начин оштећени перикард се уклања. Процедура почиње резом на кожи изнад грудне кости и преклапањем грудне кости како би се открио перикард ( средња стернотомија ). Алтернативно, може се направити већи рез, торакотомијом.  Током хируршке процедуре, хирург држи перикардијум, одсеца врх овог фиброзног срчаног омотача, ставља га у кесу за узорке и поново прекрива срце. Грудна кост се затим враћа на место и рез се затвара, чиме се поступак завршава. Ако се уклони део перикарда који се налази између два френична живца, то се назива тотална перикардиектомије. У случајевима када тотална перикардиектомије није могућа, врши се субтотална перикардиектомије или, у екстремним случајевима, унакрсни рез перикарда.

## Постоперативни опоравак
Срчана функција се често веома брзо опоравља након перикардиектомије,  иако сама операција може довести до краткорочног смањења срчаног излаза.  Након операције, многи пацијенти се подвргавају дренажи грудног коша ради уклањања перикардијалне течности. Опоравак у болници траје неколико дана, а хируршки шавови се уклањају након недељу дана.  
Након перикардиектомије, срце поприма округлији облик због недостатка истезања дијафрагме. Ово стање не изазива никакве срчане проблеме, али ће бити дијагностиковано ехокардиографијом. 

## Ризици
Перикардиектомија може изазвати низ срчаних проблема, као што су аритмија, синдром ниског срчаног излаза и инфаркт миокарда (у ретким случајевима). Постоји извесни ризик од оштећења плеуралних шупљина око плућа, што може довести до упале плућа или плеуралног излива.  Такође представља типичне хируршке ризике, као што су инфекција, компликације анестезије, крвни угрушци и крварење.  Постоји мали ризик од хеморагије ако се срце перфорира приликом уклањања перикарда.
Исходи након операције значајно зависе од основног узрока болести и функције бубрега, леве коморе и плућних артерија. Опоравак од перикардијалног излива леченог перикардиектомијом је обично веома добар. Међутим, њена употреба за лечење констриктивног перикардитиса има прилично високу стопу смртности, у почетку између 5% и 15%. Петогодишња стопа преживљавања је око 80%. Најчешћа компликација након операције је смањен срчани излаз, који се јавља код 14% и 28% пацијената.